# Arcizac-ez-Angles
Arcizac-ez-Angles – miejscowość i gmina we Francji, w regionie Oksytania, w departamencie Pireneje Wysokie.
Według danych na rok 1990 gminę zamieszkiwało 157 osób, a gęstość zaludnienia wynosiła 81 osób/km² (wśród 3020 gmin regionu Midi-Pireneje Arcizac-ez-Angles plasuje się na 906. miejscu pod względem liczby ludności, natomiast pod względem powierzchni na miejscu 1718.).